# カピル・ミタル
カピル・ミタル（英語: Kapil Mital、1971年7月21日 - ）は、インドの宝石商人。実業家。

## 経歴
1971年、インドウッタル・プラデーシュ州メーラトに生まれる。会計士の資格を所有し、タンザナイトの魅力にはまり、ジュエリー業界に就職する。1997年に来日し、インド人らにとって住みやすく、かつ伝統工芸の高い技術力を持つ宝石職人の多い山梨県甲府市に移住。テレビ番組への出演経験もある。ミネラルマルシェなどの出展のほか、オンラインショップの「カピルのお店デルミリオーレ」を経営している。インド人妻と二人の子をもつ一家の大黒柱。
座右の銘は「自分の損得より、相手優先。」

## 出演番組
- マツコの知らない世界
- GSTV
- 情報7daysニュースキャスター（2021年12月25日放送）
- ジュエリーの嗜み
- ひとつ利口になりました!
- 林修のニッポンドリル
- あなたはだんだん欲しくなる 第3話（2022年7月21日、BS-TBS） - カピル・ミタル（本人役）

他